# Chimá
Chimá é um município da Colômbia, localizado no departamento de Córdoba.